# Psilotum
Psilotum ist eine der zwei Gattungen aus der Familie der Gabelblattgewächse (Psilotaceae). Ihr werden zwei Arten zugerechnet.

## Beschreibung
Psilotum-Arten sind krautige Pflanzen, die keine Wurzeln ausbilden. Die unterirdischen Teile der Stängel sind stark verzweigt und bilden Gemmen. Die oberirdischen Stängel sind schlank, gut ausgeprägt, dichotom verzweigend und können bis zu 1 m lang werden, sind jedoch meist kürzer. Die Blätter sind pfriemförmig oder schuppenförmig. Sie weisen keine Aderung auf, oder diese ist nur schwach an der Basis ausgeprägt.
Die Sporangien sind sitzend oder nahezu sitzend, zunächst kugelförmig, später dreilappig oder dreizellig. Die Sporen sind elliptisch und grob runzelig.

## Systematik und Verbreitung

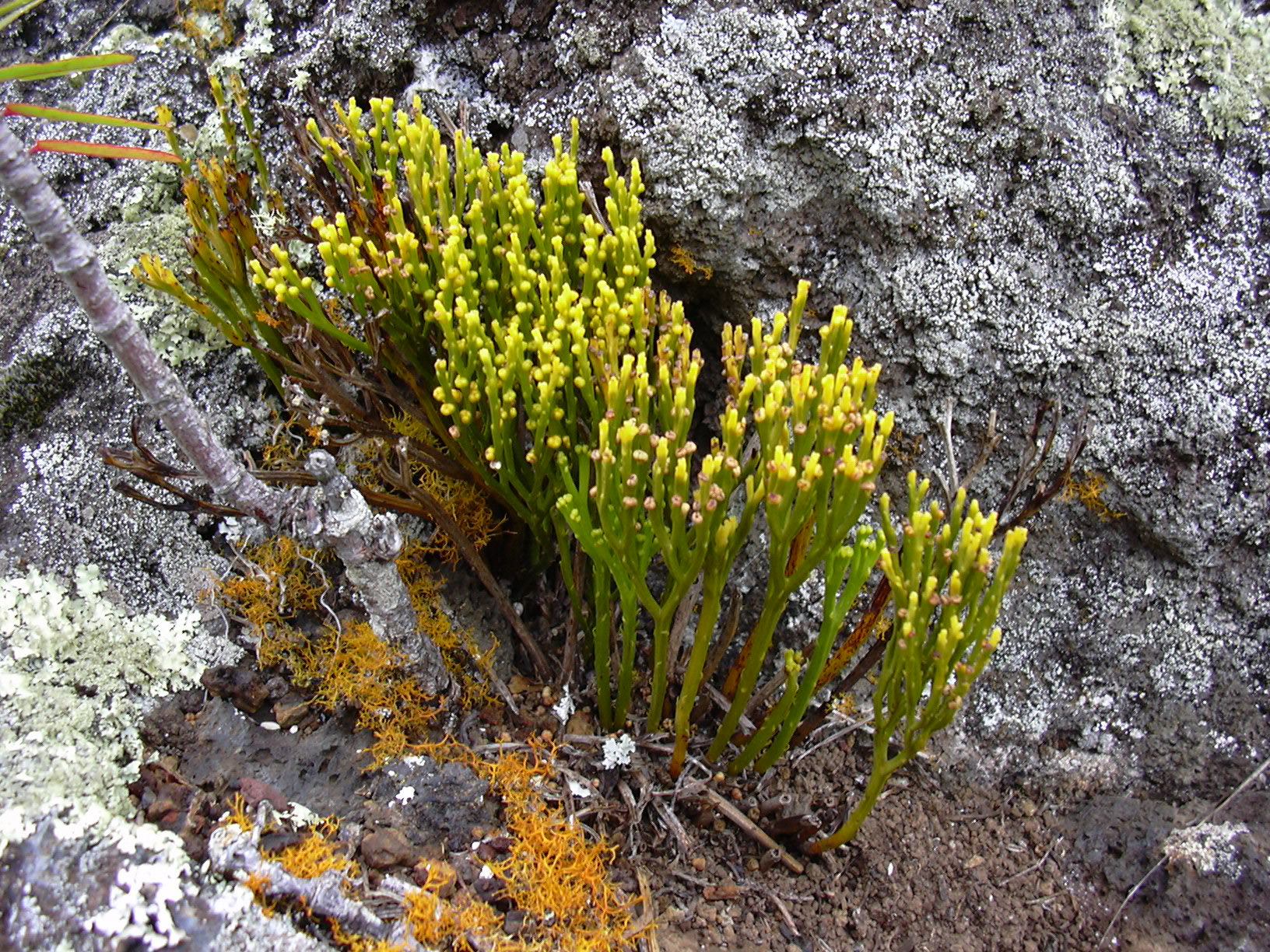
Psilotum nudum auf Hawaii

Die Gattung Psilotum enthält nur zwei Arten und eine Hybride:
- Psilotum nudum (L.) P.Beauv.: Sie ist weltweit in den Tropen und Subtropen mit Ausnahme von Trockengebieten verbreitet. Sie reicht bis in den Südosten der Vereinigten Staaten, die Mitte Japans und nach Südkorea. Auch auf einigen oftmals abgelegenen Inseln, besonders im Pazifik, kommt sie vor. In Europa gibt es ein Vorkommen im südwestlichen Spanien bei Algeciras.[2] Der Sporophyt hat die Chromosomenzahl 2n = 104.[3]
- Psilotum complanatum Sw. (Syn.: Psilotum flaccidum Wall.): Sie ist vor allem im pazifischen Raum verbreitet und kommt in Jamaika, Mexiko, Mittelamerika, Südamerika, Malaysia und auf einigen pazifischen Inseln vor.
- Psilotum ×intermedium W.H.Wagner (Psilotum complanatum × Psilotum nudum): Diese Hybride zwischen den beiden Arten ist von Hawaii beschrieben worden.[1]